# قصريك (سيلوانة)
قصريك هي قرية في مقاطعة أرومية، إيران. عدد سكان هذه القرية هو 238 في سنة 2006.